# Numerals Kàktovik

Els 20 dígits del sistema kàktovik

El numerals Kàktovik o numerals Inupiaq Kàktovik són un sistema de base-20 creat pels inupiat. Són visualment icònics, amb formes d'allò que representa el seu valor.
| n  | n×203     | n×20² | n×20¹ | n×200 | n×20−1 | n×20−2   | n×20−3     |
| -- | --------- | ----- | ----- | ----- | ------ | -------- | ---------- |
| 1  | , 8.000   | 400   | 20    | 1     | . 0,05 | . 0,0025 | . 0.000125 |
| 2  | , 16.000  | 800   | 40    | 2     | . 0,1  | . 0,005  | . 0.00025  |
| 3  | , 24.000  | 1.200 | 60    | 3     | . 0,15 | . 0,0075 | . 0.000375 |
| 4  | , 32.000  | 1.600 | 80    | 4     | . 0,2  | . 0,01   | . 0.0005   |
| 5  | , 40.000  | 2.000 | 100   | 5     | . 0,25 | . 0,0125 | . 0.000625 |
| 6  | , 48.000  | 2.400 | 120   | 6     | . 0,3  | . 0,015  | . 0.00075  |
| 7  | , 56.000  | 2.800 | 140   | 7     | . 0,35 | . 0,0175 | . 0.000875 |
| 8  | , 64.000  | 3.200 | 160   | 8     | . 0,4  | . 0,02   | . 0,001    |
| 9  | , 72.000  | 3.600 | 180   | 9     | . 0,45 | . 0,0225 | . 0.001125 |
| 10 | , 80.000  | 4.000 | 200   | 10    | . 0,5  | . 0,025  | . 0.00125  |
| 11 | , 88.000  | 4.400 | 220   | 11    | . 0,55 | . 0,0275 | . 0.001375 |
| 12 | , 96.000  | 4.800 | 240   | 12    | . 0,6  | . 0,03   | . 0.0015   |
| 13 | , 104.000 | 5.200 | 260   | 13    | . 0,65 | . 0,0325 | . 0.001625 |
| 14 | , 112.000 | 5.600 | 280   | 14    | . 0,7  | . 0,035  | . 0.00175  |
| 15 | , 120.000 | 6.000 | 300   | 15    | . 0,75 | . 0,0375 | . 0.001875 |
| 16 | , 128.000 | 6.400 | 320   | 16    | . 0,8  | . 0,04   | . 0,002    |
| 17 | , 136.000 | 6.800 | 340   | 17    | . 0,85 | . 0,0425 | . 0.002125 |
| 18 | , 144.000 | 7.200 | 360   | 18    | . 0,9  | . 0,045  | . 0.00225  |
| 19 | , 152.000 | 7.600 | 380   | 19    | . 0,95 | . 0,0475 | . 0.002375 |

## Unicode
| Numerals Kàktovik | Numerals Kàktovik | Numerals Kàktovik | Numerals Kàktovik | Numerals Kàktovik | Numerals Kàktovik | Numerals Kàktovik | Numerals Kàktovik | Numerals Kàktovik | Numerals Kàktovik | Numerals Kàktovik | Numerals Kàktovik | Numerals Kàktovik | Numerals Kàktovik | Numerals Kàktovik | Numerals Kàktovik | Numerals Kàktovik |
| ----------------- | ----------------- | ----------------- | ----------------- | ----------------- | ----------------- | ----------------- | ----------------- | ----------------- | ----------------- | ----------------- | ----------------- | ----------------- | ----------------- | ----------------- | ----------------- | ----------------- |
|                   | 0                 | 1                 | 2                 | 3                 | 4                 | 5                 | 6                 | 7                 | 8                 | 9                 | A                 | B                 | C                 | D                 | E                 | F                 |
| U+1D2Cx           | 𝋀                 | 𝋁                 | 𝋂                 | 𝋃                 | 𝋄                 | 𝋅                 | 𝋆                 | 𝋇                 | 𝋈                 | 𝋉                 | 𝋊                 | 𝋋                 | 𝋌                 | 𝋍                 | 𝋎                 | 𝋏                 |
| U+1D2Dx           | 𝋐                 | 𝋑                 | 𝋒                 | 𝋓                 |                   |                   |                   |                   |                   |                   |                   |                   |                   |                   |                   |                   |